# Турчиновка

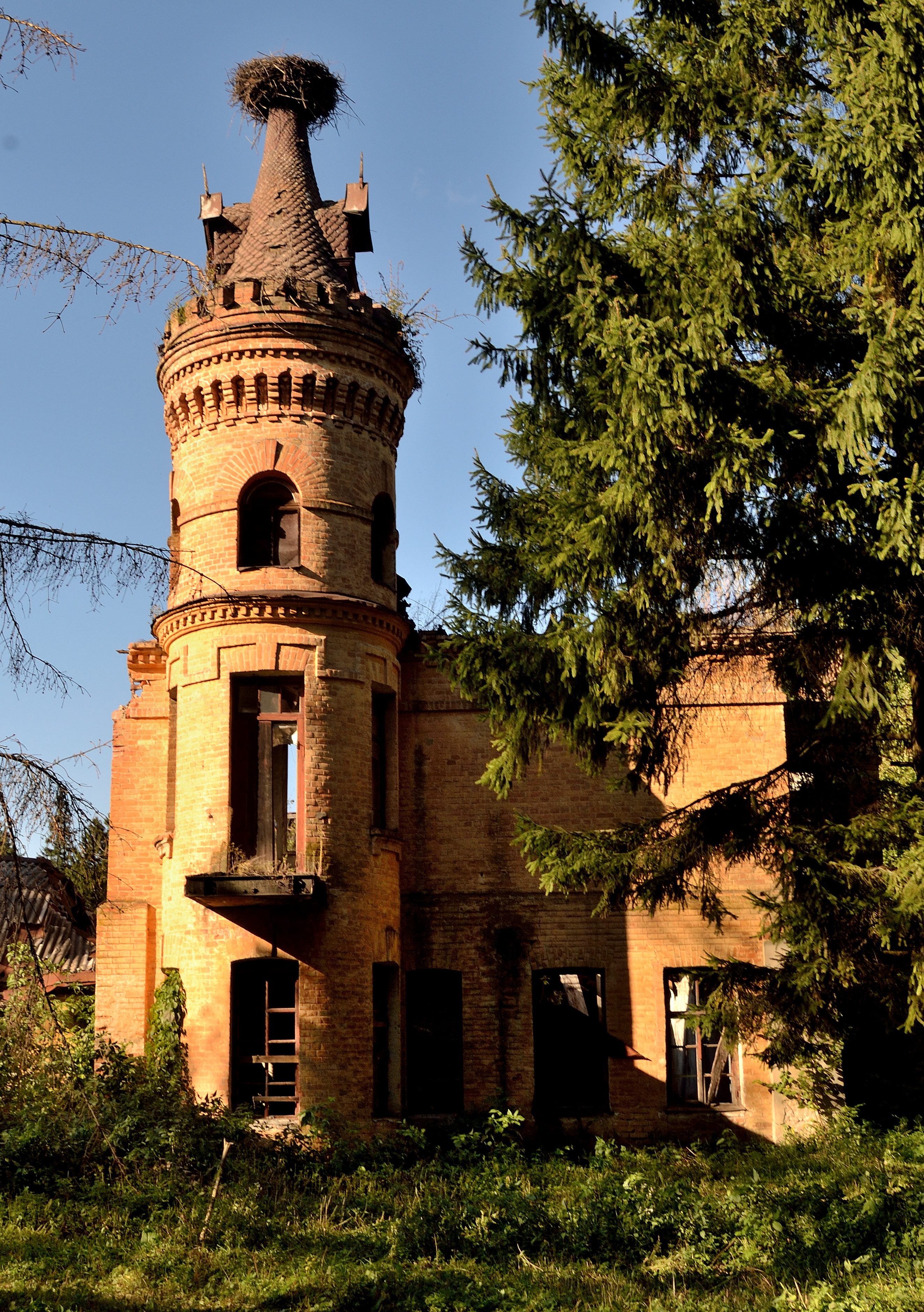
Хозяйственный корпус имения Терещенко

Ту́рчиновка (укр. Турчинівка) — село на Украине, находится в Чудновском районе Житомирской области.
Код КОАТУУ — 1825888201. Население по переписи 2001 года составляет 589 человек. Почтовый индекс — 13223. Телефонный код — 4139. Занимает площадь 2,047 км².

### Достопримечательности
В 19 в. в Турчиновке семьёй сахарозаводчиков Терещенко был построен дворец и разбит парк. Двухэтажный дворец, прямоугольный в плане, возведено из красного кирпича в 1899—1900 гг. Имение, который составляют дворец, хозяйственный корпус, усадебный дом, ограда с воротами и парк, признано памятником архитектуры национального значения.
В советское время в имении располагалась профессиональная сельскохозяйственная школа, затем сельскохозяйственный техникум. С 1985 года и по настоящее время — ПТУ-30.

## Адрес местного совета
13223, Житомирская область, Чудновский р-н, с.Турчиновка, ул.Котовского, 1